# Milionia optima
Milionia optima är en fjärilsart som beskrevs av Walker 1864. Milionia optima ingår i släktet Milionia och familjen mätare. Inga underarter finns listade i Catalogue of Life.